# Rebel Heart
Rebel Heart (с англ. — «Сердце-бунтарь» или «Мятежное сердце») — тринадцатый студийный альбом американской певицы и автора песен Мадонны. Анонсирован 20 декабря 2014 года, в тот же день шесть песен нового альбома стали доступны для покупки в ITunes. Полная версия альбома стала доступна для загрузки в марте 2015 года. В стандартную версию альбома вошло 14 треков, в делюкс-версию — 19 треков, в супер-делюкс — 25 треков. В продюсировании альбома приняли участие Дипло, Наталия Киллс, Авичи и Канье Уэст.

## История создания
2013 год был отмечен для Мадонны выпуском DVD и концертного альбома к прошедшему туру под названием MDNA Tour, вызвавшему много споров в России и мире. Вслед за альбомом вместе с другом фотографом Стивеном Кляйном певица сняла короткометражку на тему свободы творчества и прав человека. Именно эти темы ожидались как основной источник вдохновения для песен нового альбома. В начале 2014 года менеджер певицы Гай Осири заявил, что Мадонне не терпится начать записывать новый альбом и она ищет соавторов и сопродюсеров для нового направления в своём творчестве. В интервью журналу «Vogue» летом того же года певица заявила, что альбом будет связан с её проектом-сайтом «Искусство за свободу», через который единомышленники певицы и могут делиться своим творчеством и получить денежный приз.
Ближе к декабрю 2013 года менеджер певицы Гай Осири прокомментировал, что ей «не терпится начать» работу над новым альбомом. Однако у Мадонны в планах был ещё проект экранизации по новелле Эндрю Шона Гриэ под названием The Impossible Lives of Greta Wells. Музыкантша решила заниматься разработкой сценария и написанием песен для альбома одновременно. В феврале 2014 года певица подтвердила факт работы над тринадцатым студийным альбомом: «Сейчас я в процессе переговоров с разными соавторами и продюсерами и разговоров по поводу направления, которое мне хочется выбрать для моей музыки». В процессе работы над многими коллаборациями в этом альбоме Мадонна столкнулась с проблемой сохранения единого звучания и направления альбома Rebel Heart, так как её предыдущие релизы были созданы только при помощи небольшой группы людей. Многие из участвующих в записи этого альбома не могли оставаться в одном городе из-за многочисленных параллельных проектов, что приводило к большому количеству недоделанных Мадонной песен.

## Название и тематика
Название альбома совпало с английским сериалом 2001 года с Джеймсом Д’Арси в роли борца за независимость Ирландии Майкла Коллинза. Сериал вызвал огромные споры ещё до показа, а исполнитель главной роли потом был замечен в режиссёрской работе Мадонны 2011 года «МЫ. Верим в любовь» в роли короля Эдуарда VIII. Сама певица объясняла название тем фактом, что изначально она планировала выпустить двойной альбом. На первом диске должны были быть только электронно-танцевальные песни (Rebel), на втором — баллады и песни в среднем темпе (Heart). Но лейбл Interscope отказался от предложения певицы.
Здесь я оглядываюсь назад, скучая по началу моей карьеры, когда вокруг меня были другие художники... например Кит Харинг и Жан-Мишель Баския и Энди Уорхол. Тогда поп-музыка была наивней и свободней. Я скучаю по этому чувству, смешению большого количества различных миров в Нью-Йорке.
 Тематика альбома, согласно журналу Rolling Stone, сосредоточена на двух моментах:  о необходимости прислушиваться к сердцу и быть бунтарём. Мадонна пояснила, что эти концепты не были изначальными, а появились в результате совместных сессий с Авичи. Таким образом альбом получил название Rebel Heart, отобразив и бунтарско-ренегатное лицо Мадонны, и её романтическую сторону. В интервью для французской радиостанции NRJ Мадонна уточнила, что Rebel Heart автобиографичен в той же мере, в какой является фантазией, так как во время написания песен она смешивала свой личный опыт с воображаемым нарративом.
По мнению авторитетного музыкального блогера Брэдли Стерна из MuuMuse, по большей части поп-альбом Rebel Heart отличен от релизов Мадонны за предыдущие 10 лет. Он назвал его «эклектичной музыкой», смешивающей такие направления как хаус 1990-х годов, трэп, регги и акустическую гитару. Стерн посчитал его более прогрессивным по саунду, чем следующие музыкальной моде того времени альбомы Hard Candy (2008) и MDNA. Митчел Сандерленд из издания Vice добавил, что Rebel Heart является «выученным уроком» Мадонны после той критики, которую получили её два предыдущих альбома.

## Утечка альбома
Мадонна планировала выпустить альбом в апреле 2015 года, но зимой 2014 года в интернет просочились демо-версии новых песен. Мадонна отреагировала на это, назвав ситуацию «терроризмом», а фанатов призвала не слушать украденный материал. Релиз альбома перенесли на март 2015 года. 20 декабря шесть новых песен увидели свет, в том числе и первый сингл «Living For Love», который изначально Мадонна планировала выпустить на День святого Валентина. Мадонна назвала преждевременный выход композиций подарком фанатам на Рождество.
Порядок утечек
Тринадцать демо утекли к 16 декабря 2014, это случилось ещё до анонса названия альбома и даты релиза. Вместе с треками появились первые варианты названия альбома, Iconic и Unapologetic Bitch. Кусочки треков «Rebel Heart» и «Wash All Over Me» просочились в Сеть ещё в ноябре 2014 года. До массовой утечки треков было подтверждено, что песни «Joan of Arc», «Rebel Heart», «Wash All Over Me» и «Two Steps Behind Me» записаны в августе 2014 года. Мадонна подтвердила через соцсети, что половина утёкших треков не войдут в финальную версию альбома, «а другая половина изменены или эволюционировали». Ещё 14 демо утекли в интернет ночью 23 декабря. На следующий день утекли ещё 3 трека, включая альтернативные акустические версии «Rebel Heart» и «Wash All Over Me». «Arioso» и демо «Ray of Light» утекли 25 декабря. 27 декабря утекли ещё 2 песни, включая долго обсуждаемую «Two Steps Behind Me», предполагающуюся как дисс Леди Гаги, хотя это предположение было отвергнуто и самой Мадонной и её менеджментом.
Реакция
Хотя изначально было выпущено всего 13 ранних демо, они не остались без положительного внимания. Критик Роджер Фридман в статье на сайте Showbiz411 написал, что «утёкший альбом Мадонны может стать её лучшим», в дальнейшем отметив, что он «не может по-настоящему оценивать незаконченный альбом, вышедший нелегально… но Мадонна находится на правильном пути». Billboard сравнил демо «Unapologetic Bitch» с альбомом Рианны 2012 года Unapologetic.
Демо, утёкшие 27 ноября 2014
1. «Rebel Heart» (фрагмент демо), предполагаемая продюсерская версия Авичи.
2. «Wash All Over Me» (фрагмент демо), предполагаемая продюсерская версия Авичи.

Демо, утёкшие 16 декабря 2014
1. «Addicted/The One That Got Away» (демо-версия «Addicted»)
2. «Bitch I’m Madonna» (демо-версия), версия без участия Ники Минаж.[29]
3. «Borrowed Time» (демо-версия)
4. «Heartbreak City» (демо-версия «HeartBreakCity»), предполагаемая продюсерская версия Авичи.
5. «Illuminati» (демо-версия)
6. «Joan of Arc» (демо-версия)
7. «Living for Love»/«Carry On» (демо-версия песни «Living for Love»)
8. «Make the Devil Pray» (демо-версия песни «Devil Pray»)
9. «Messiah» (демо-версия)
10. «Rebel Heart» (полная демо-версия), предполагаемая продюсерская версия Авичи.
11. «Revolution»
12. «Unapologetic Bitch» (демо-версия)
13. «Wash All Over Me» (полная демо-версия), предполагаемая продюсерская версия Авичи.

Демо, утёкшие 23 декабря 2014
1. «Back That Up (Do It)», предполагаемая продюсерская версия Фаррелла Уильямса.[31][32]
2. «Beautiful Scars» (демо-версия)
3. «Best Night» (демо-версия)
4. «Body Shop» (демо-версия)
5. «God Is Love»
6. «Graffiti Heart» (демо-версия)
7. «Hold Tight» (демо-версия)
8. «Iconic» (демо-версия), версия не содержит участий Chance the Rapper или Майка Тайсона.
9. «Holy Water» (демо-версия), по сообщениям записана вместе с Наталия Киллс[33][34]
10. «Inside Out» (демо-версия)
11. «Veni Vidi Vici» (демо-версия), версия не содержит участия Nas.
12. «Nothing Lasts Forever»
13. «Tragic Girl»
14. «Freedom»

Демо, утёкшие 24 декабря 2014
1. «Rebel Heart» (альтернативная акустическая демо-версия)
2. «Wash All Over Me» (альтернативная акустическая демо-версия)
3. «S.E.X.» (демо-версия)

Демо, утёкшие 27 декабря 2014
1. «Never Let You Go»
2. «Two Steps Behind Me»[20][34]

## Промо
В рамках промо первого сингла «Living for Love» и альбома певица выступила на 57-й церемонии «Грэмми». После успешного выступления был открыт доступ к загрузке с iTunes ещё трёх треков из альбома — «Hold Tight», «Joan of Arc» (рус. Жанна Д'Арк) и «Iconic» (в сотрудничестве с Chance The Rapper и скандально известным боксером Майком Тайсоном).

## Профессиональные рецензии
| Оценки критиков      | Оценки критиков |
| Источник             | Оценка          |
| -------------------- | --------------- |
| AllMusic             | [ 38 ]          |
| The A.V. Club        | B–              |
| Billboard            | [ 40 ]          |
| The Guardian         | [ 41 ]          |
| Los Angeles Times    | [ 42 ]          |
| NME                  | 5/10            |
| Rolling Stone        | [ 44 ]          |
| Slant Magazine       | [ 45 ]          |
| Spin                 | 6/10            |
| USA Today            | [ 47 ]          |
| РИА InterMedia       | [ 48 ]          |
| Rolling Stone Россия | [ 49 ]          |

Сразу после выхода альбом Rebel Heart получил положительные отзывы критиков. На сайте Metacritic, оценивающем процент положительных рецензий по 100-балльной шкале, альбом получил 68, что означает «в целом положительные отзывы» от 29 профессиональных критиков. Такие авторы как Нил Маккормик из The Daily Telegraph , Энди Гилл из The Independent, Стивен Томас Эрлвайн из AllMusic и Лорен Мёрфи из The Irish Times поставили пластинке 4 балла из 5 возможных. Маккормик почувствовал, что «впервые за долгие годы Мадонны не звучит отчаявшейся», отметив положительную динамику по сравнению с предыдущими двумя пластинками — Hard Candy и MDNA. Мёрфи написала, что «безусловная поп-икона вернулась к экспериментам» вследствие того, что предыдущий альбом MDNA породил «мало запоминающихся поп-песен». На Энди Гилла наибольшее впечатление в альбоме Rebel Heart произвёл вокал Мадонны, в то время как Эрлвайн посчитал Rebel Heart в первую очередь возрождением бунтарской стороны и исповедальных настроений Мадонны.
Оценив диск на 3.5 из 4 баллов, автор издания USA Today Элайза Гарднер назвала музыку и слова альбома «пронзительно прямыми». Журналист авторитетной чикагской газеты Chicago Tribune Грег Кот и Рэндал Робертс из Los Angeles Times поставили альбому 3 из 4 баллов. Кот посчитал, что альбом был бы лучше без песен на сексуальную тематику, но всё равно назвал его «обворожительным», в то время как Робертс «прочностной основой» Rebel Heart назвал сильное продюсирование. В своём обзоре для издания The Boston Globe Джеймс Рид высказал мнение, что Rebel Heart стал «долгожданным отходом в сторону от стилистики последних альбомов…, её лучшей работой за десятилетие, ловко соединяющей точки соприкосновения между различными эрами и обличьями Мадонны». Критик Джоуи Гуэрра, описывая Rebel Heart в техасском издании Houston Chronicle, характеризует его как «сложный и стабильно мощный альбом».
Журналы Slant Magazine (в лице автора Сал Синкимани), Billboard и Rolling Stone поставили альбому 3.5 и 5 баллов. Синкимани назвал его «слишком разношёрстным», но тем не менее «на удивление цельным». Автор Billboard Левай написал, что альбом «трудноуловим» по сравнению с «нынешними стандартами», добавив: «Песни здесь разворачиваются медленно, проходя через стадию прелюдии-вступления, и только потом основной мотив выступает на поверхности скрывающей его текстуры». Ганз из Rolling Stone по поводу Rebel Heart написал, что альбом «лучше всего там, где Мадонна распихивает всех по сторонам и говорит напрямик сама», добавив: «В глубине души у Мадонны сердце бунтовщика, и нельзя винить её за ещё одно напоминание о том, что лучше уж бунтовать в поп-музыке». Джемисон Кокс из журнала Time назвал альбом ровным как по продюсированию и музыке, так и по вокалу Мадонны и лирике. Поставив альбому «четыре» (B), Кайл Андерсон и Адам Марковиц из еженедельника Entertainment Weekly назвали Rebel Heart лучшим альбомом Мадонны со времён Music (2000). Алексис Петридис из британского The Guardian и автор Time Out Ник Левайн поставили альбому 3 из 5 баллов. Петридис посчитал, что две контрастирующие стороны альбома не совсем стыкуются, одна из них представляет ту музыку, которую хочет делать Мадонны, а другая являет собой ту, которую она чувствует себя обязанной производить. Левайн написал: «Альбому может не хватать цельности, но её определённо рано списывать, ведь там есть и лучшее из того, что Мадонна создала за прошедшее десятилетие».
Автор журнала Spin Эндрю Унтербургер дал альбому 6 из 10 баллов, назвав его «неуклюжим», но отметив наличие лучших песен за последние годы Мадонны. Автор новозеландской The New Zealand Herald Лидия Дженкин дала альбому смешанную оценку, назвав его «мешаниной» и «приводящим в смятение». Линдси Золац из журнала New York выразила своё разочарование, посчитав что Мадонна выбрала «проверенное» звучание. Она добавила: «Мадонна на Rebel Heart ещё раз преуспела в достижении всё менее важной цели — актуального звучания». Гевин Хайнс из NME раскритиковал альбом как «упущенную возможность», добавив: «Банальный гимн самосовершенствования „Iconic“ сообщает нам, что между словами „Icon“ (икона) и „I Can’t“ (я не могу) всего две буквы разницы, но такова же разница и между словами „class“ (класс) и „ass“ (задница)».
Российский музыкальный критик Денис Шлянцев в своём обзоре для РИА InterMedia поставил диску 3 из 5 баллов. Он также посчитал, что концепция лонгплея «трещит по швам» из-за обилия разных продюсеров, что не идёт на пользу более классным (по сравнению с предыдущими двумя дисками) песням

## Коммерческий релиз
По данным журнала Billboard, предзаказ альбома был тепло встречен клиентами iTunes Store по всему миру. В США 3 из 6 выпущенных с предзаказом песен попали в чарт Billboard Dance/Electronic Songs уже 3 января 2015 года — «Living for Love», «Bitch I’m Madonna» и «Unapologetic Bitch»— несмотря на доступность в течение всего лишь двух дней. Шесть песен продались суммарно в количестве 146 000 скачиваний по данным Nielsen SoundScan на 22 января 2015 года. Количество предзаказов альбома варьировалось от 50 000 до 60 000 экземпляров по данным прогнозистов индустрии. Альбом дебютировал на 2 месте чарт Billboard 200 с 121 тыс. эквивалентов альбомного носителя, но оказался позади саундтрека к телесериалу «Империя». Хотя Rebel Heart был самым продаваемым альбомом недели с чистыми продажами в 116 тыс. копий (96 % всех носителей), он уступил саундтреку сериала по загрузкам отдельных треков, приравненным к загрузке всего альбома (10 загрузок песни = 1 загрузка альбома), с показателями 1000 к 4000 соответственно. Диск стал 21-м альбомом первой 10-ки, но стал первым студийным релизом Мадонны, не попавшим на первое место, со времён также не достигшего вершины Ray of Light (1998). Методика продажи альбома Rebel Heart вместе с билетом на тур дала только дополнительные 10 тыс. копий по сравнению с 180 тыс. к предыдущему альбому MDNA. Релиз также ознаменовал дебют Мадонны на 7-м месте в чарте Billboard Artist 100 за счёт 2,919 % увеличения количества баллов в самом чарте Artist 100 и 31 % прогресс за счёт своей активности в соцсетях. В Канаде Rebel Heart дебютировал на первом месте Canadian Albums Chart с 18 тыс. проданных в первую неделю копий, став для неё седьмым альбомом № 1 в эру SoundScan. На следующей неделе альбом упал на 19 позиций в чарте Billboard 200, в то время как в Канаде он опустился только на одну позицию. Billboard уточнил, что продажи упали на 78 % до 26 тыс. штук из-за больших цифр предзаказа в первую неделю. Альбом постепенно опускался в течение следующих двух недель. На пятую неделю в чарте релиз получил поддержку за счёт появления Мадонны в телепрограмме The Tonight Show with Jimmy Fallon, поднявшись с 57-го на 41-е место Billboard 200.
В Великобритании Official Charts Company посчитала, что Rebel Heart обгонял своих ближайших конкурентов в соотношении 3:1 уже после 24 часов нахождения в продаже. Однако в последнюю минуту альбом Сэма Смита In the Lonely Hour вырвался вперёд с разницей в 12 тыс. копий. Альбом стал первым студийником Мадонны, не попавшим на первое место, со времён Bedtime Stories (1994). Альбом продался тиражом 37 245 копий, включая 416 загрузок, став худшим студийным альбомом Мадонны по продажам за первую неделю. Однако Мадонна продолжила лидировать как самая продаваемая женщина-музыкант XXI века в Великобритании с суммарными продажами в 7,65 миллионов копий. На следующей неделе альбом опустился на 7-е место с 67,46 % падением продаж до 11 983 копий. Альбом получил серебряный сертификат от Британской фонографической индустрии (BPI) за продажу 60 тыс. копий и на июнь 2015 продался тиражом 76 490 экземпляров. Rebel Heart дебютировал на вершине Германского альбомного чарта, став для Мадонны 12-м альбомом № 1 в стране. Мадонна обошла The Beatles и Робби Уильямса как иностранный артист с наибольшим количеством чарт-топ-альбомов в истории немецкого чарта, сравнявшись с Гербертом Гронмайром на третей позиции. Позади только лишь Питер Маффэй и Джеймс Ласт с 16 и 13 чарт-топперами соответственно. Во Франции альбом дебютировал на третьем месте чарта SNEP Albums с продажами за 3 дня в количестве 17 тыс. копий. Rebel Heart также дебютировал на первом месте чартов Австрии, Бельгии (Фландрии), Хорватии, Чехии, Венгрии, Италии, Нидерландов, Португалии, Испании и Швейцарии, а также в топ-10 других стран Европы.
В Австралии Rebel Heart дебютировал на вершине ARIA Albums Chart с продажами в 6962 копий, став для Мадонны одиннадцатым альбомом № 1 в стране, где она сравнялась с U2 по рекордному количеству чарт-топперов с момента возникновения чарта ARIA в 1983 году. Он провёл 1 неделю на вершине чарте и 19-ю — суммарно, поставив Мадонну на 24-е место списка артистов с наибольшим количеством недель на вершине. Альбом существенно упал в продажах на следующую неделю, с 1312 копиями добравшись только до 18-й строчки чарта. В Новой Зеландии альбом дебютировал на 7-м месте Official New Zealand Music Chart. В Японии Rebel Heart дебютировал на 8-м месте чарта Oricon Albums Chart с продажами 7548 физических носителей за первую неделю, став её 23-м топ-10 альбомом в стране. Он также вошёл в чарт Oricon International Albums Chart на первое место, задержавшись там же на следующую неделю. В Южной Корее Rebel Heart принёс Мадонне два топ-10 альбома одновременно в чарте Gaon International Albums Chart, с делюкс-версией на первом месте и стандартной версией на 7-й строчке. На май 2015 года альбом продался по миру тиражом в районе 650 тыс. копий.

## Синглы
Синглами вышли песни «Living for Love» (26 место в Великобритании), «Ghosttown» (117 место в Великобритании, «золотой» сингл в Италии), «Bitch I'm Madonna» (84 место в Billboard Hot 100) и «Hold Tight» (только как радиосингл в Италии).

## Список композиций
| №                   | Название                                              | Автор(ы)                                                                               | Длительность |
| ------------------- | ----------------------------------------------------- | -------------------------------------------------------------------------------------- | ------------ |
| 1.                  | «Living for Love»                                     | Мадонна Thomas Wesley Pentz Maureen McDonald Toby Gad Ariel Rechtshaid Uzoechi Emenike | 3:38         |
| 2.                  | «Devil Pray»                                          | Madonna Tim Bergling Carl Falk Rami Yacoub Savan Kotecha                               | 4:05         |
| 3.                  | «Ghosttown»                                           | Madonna Jason Evigan Sean Douglas Evan Bogart                                          | 4:08         |
| 4.                  | «Unapologetic Bitch»                                  | Мадонна Pentz Rechtshaid McDonald Gad                                                  | 3:50         |
| 5.                  | «Illuminati»                                          | Мадонна Gad McDonald Larry Griffin Jr. Майк Дин                                        | 3:43         |
| 6.                  | «Bitch I'm Madonna» (при участии Ники Минаж)          | Мадонна Pentz Rechtshaid McDonald Gad                                                  | 3:47         |
| 7.                  | «Hold Tight»                                          | Мадонна Pentz McDonald Gad Rechtshaid Emenike                                          | 3:37         |
| 8.                  | «Joan of Arc»                                         | Мадонна Gad McDonald Griffin Jr.                                                       | 4:01         |
| 9.                  | «Iconic» (при участии Chance the Rapper и Mike Tyson) | Мадонна Gad McDonald Griffin Jr. Chancelor Bennett Dacoury Natche Michael Tucker       | 4:33         |
| 10.                 | «HeartBreakCity»                                      | Мадонна Bergling Tobias Jimson Arash Pournouri Paloma Stoecker                         | 3:33         |
| 11.                 | «Body Shop»                                           | Мадонна Gad McDonald Griffin Jr. Natche Tucker                                         | 3:39         |
| 12.                 | «Holy Water»                                          | Мадонна Martin Kierszenbaum Natalia Kills Dean                                         | 4:09         |
| 13.                 | «Inside Out»                                          | Мадонна Evigan Dean                                                                    | 4:23         |
| 14.                 | «Wash All Over Me»                                    | Мадонна Bergling Dean Pournouri Magnus Lidehäll                                        | 4:00         |
| Общая длительность: | Общая длительность:                                   | Общая длительность:                                                                    | 55:06        |

| №                   | Название            | Длительность |
| ------------------- | ------------------- | ------------ |
| 15.                 | «Auto-Tune Baby»    | 4:00         |
| Общая длительность: | Общая длительность: | 59:06        |

| №                   | Название                         | Автор(ы)                              | Длительность |
| ------------------- | -------------------------------- | ------------------------------------- | ------------ |
| 15.                 | «Best Night»                     | Madonna Pentz Rechtshaid McDonald Gad | 3:33         |
| 16.                 | «Veni Vidi Vici» (featuring Nas) | Madonna Pentz Rechtshaid McDonald Gad | 4:39         |
| 17.                 | «S.E.X.»                         | Madonna Gad McDonald Griffin Jr. Dean | 4:11         |
| 18.                 | «Messiah»                        | Madonna Bergling Pournouri Lidehäll   | 3:22         |
| 19.                 | «Rebel Heart»                    | Madonna Bergling Pournouri Lidehäll   | 3:21         |
| Общая длительность: | Общая длительность:              | Общая длительность:                   | 1:14:15      |

| №                   | Название            | Длительность |
| ------------------- | ------------------- | ------------ |
| 20.                 | «Auto-Tune Baby»    | 4:00         |
| Общая длительность: | Общая длительность: | 78:15        |

| №                   | Название                            | Автор(ы)                                      | Длительность |
| ------------------- | ----------------------------------- | --------------------------------------------- | ------------ |
| 20.                 | «Living for Love» (Dirty Pop Remix) | Madonna Pentz McDonald Gad Rechtshaid Emenike | 4:59         |
| Общая длительность: | Общая длительность:                 | Общая длительность:                           | 79:13        |

| №  | Название                                 | Автор(ы)                                      | Длительность |
| -- | ---------------------------------------- | --------------------------------------------- | ------------ |
| 1. | «Living for Love» (Thrill Remix)         | Madonna Pentz McDonald Gad Rechtshaid Emenike | 5:11         |
| 2. | «Living for Love» (Offer Nissim Dub Mix) | Madonna Pentz McDonald Gad Rechtshaid Emenike | 7:12         |

| №                   | Название                                             | Автор(ы)                                      | Длительность |
| ------------------- | ---------------------------------------------------- | --------------------------------------------- | ------------ |
| 1.                  | «Beautiful Scars»                                    |                                               | 4:19         |
| 2.                  | «Borrowed Time»                                      |                                               | 3:24         |
| 3.                  | «Addicted»                                           |                                               | 3:33         |
| 4.                  | «Graffiti Heart»                                     |                                               | 3:39         |
| 5.                  | «Living for Love» (Paulo & Jackinsky Full Vocal Mix) | Madonna Pentz McDonald Gad Rechtshaid Emenike | 7:14         |
| 6.                  | «Living for Love» (Funk Generation & H3drush Dub)    | Madonna Pentz McDonald Gad Rechtshaid Emenike | 6:07         |
| Общая длительность: | Общая длительность:                                  | Общая длительность:                           | 27:36        |

## Участники записи
Список взят с официального сайта Мадонны.
Исполнители
- Мадонна — вокал
- Ники Минаж — вокал
- Chance the Rapper — вокал
- Майк Тайсон — вокал
- Nas — вокал
- DJ Dahi — дополнительный вокал (outro)
- MNEK — бэк-вокал
- Сантелл — бэк-вокал
- London Community Gospel Choir — бэк-вокал
- Джейсон Эвиган — бэк-вокал
- Салем Эль Факир — бэк-вокал
- Винсент Понтейр — бэк-вокал, дополнительный бэк-вокал
- Тоби Гэд — дополнительный бэк-вокал
- MoZella — дополнительный бэк-вокал

Музыканты
- Алиша Кис — фортепиано
- Тоби Гэд — музыкант, гитара, музыкальное программирование, инструментовка, дополнительное программирование
- Карл Фэлк — гитары, клавишные, программирование
- Avicii — клавишные, программирование
- Шелко Гарсия и Teenwolf — музыкант
- Diplo — музыкант
- Салем Эл Факир — оркестровые ударные, клавиши, гитары
- Майк Дин — гитара, клавишные и программировани ударной секции, синтезатор бас гитары[англ.], бас-гитары, дополнительное программирование
- Абель Коженёвски — электронная виолончель
- L.A. Orchestra — музыканты
- Джоаким Оттебёрк — бас
- AFSHeeN — музыкант, программирование, инструментовка
- Джош Камби — музыкант, программирование, инструментовка
- Стивен Кожменюк — музыкант, программирование, инструментовка
- Дэн Уорнер — программирование, инструментовка(гитара)
- Ли Левин — программирование, инструментовка
- DJ Dahi — программирование
- Майкл Дэймондс — программирование
- Магнус Лидхелл — программирование
- Демачио «Демо» Кастеллон — дополнительное программирование

Технический персонал
- Мадонна — продюсирование
- Diplo — продюсирование
- Ариел Речшайд — продюсирование
- Avicii — продюсирование
- DJ Dahi — продюсирование, дополнительное продюсирование
- Blood Diamonds — продюсирование, дополнительное продюсирование
- Billboard — продюсирование
- Джейсон Эвиган — продюсирование
- Шелко Гарсия и Teenwolf — продюсирование
- Канье Уэст — продюсирование
- Майк Дин — продюсирование, сведение, звукоинженер
- Чарли Хэт — продюсирование, co-продюсирование
- Тоби Гэд — продюсирование, сведение
- AFSHeeN — продюсирование
- Джош Камби — продюсирование
- Салем Эл Факир — продюсирование, обработка записи оркестра
- Магнус Лидхелл — продюсирование
- Винсент Портер — продюсирование, обработка записи вокала
- Astma & Rocwell — продюсирование
- Карл Фэлк — продюсирование
- Трэвис Скотт — дополнительное продюсирование
- Демачио «Демо» Кастеллон — звукоинженер, сведение
- Ник Роув — звукоинженер
- Энджи Тео — сведение, дополнительная запись, дополнительное сведение
- Энн Минчелли — дополнительная запись
- Рон Тэйлор — дополнительная Pro Tools обработка
- Ноа Голдштейн — звукоинженер, сведение
- Обори «Big Juice» Дилейн — звукоинженер
- Зик Мишанец — дополнительная запись
- Роб Сучеки — дополнительная запись

## Чарты
| Чарт (2015)                              | - Наивысшая - позиция |
| ---------------------------------------- | --------------------- |
| Argentine Monthly Albums (CAPIF)         | 9                     |
| Австралия (ARIA)                         | 1                     |
| Австрия (Ö3 Austria)                     | 1                     |
| Бельгия/Фландрия (Ultratop)              | 1                     |
| Бельгия/Валлония (Ultratop)              | 2                     |
| Brazilian Albums (ABPD)                  | 4                     |
| Канада (Canadian Albums Chart)           | 1                     |
| Croatian Albums (HDU)                    | 3                     |
| Чехия (ČNS IFPI)                         | 1                     |
| Дания (Hitlisten)                        | 2                     |
| Нидерланды (Album Top 100)               | 1                     |
| Финляндия (Suomen virallinen lista)      | 2                     |
| Франция (SNEP)                           | 3                     |
| Германия (Media Control)                 | 1                     |
| Греция (IFPI)                            | 3                     |
| Венгрия (MAHASZ)                         | 1                     |
| Ирландия (IRMA)                          | 5                     |
| Италия (Classifica album)                | 1                     |
| Япония (Oricon)                          | 8                     |
| Japanese International Albums (Oricon)   | 1                     |
| Республика Корея (Gaon) · Deluxe version | 1                     |
| Новая Зеландия (RMNZ)                    | 7                     |
| Норвегия (VG-lista)                      | 2                     |
| Польша (ZPAV)                            | 5                     |
| Португалия (AFP)                         | 1                     |
| Russian Albums (2M)                      | 2                     |
| Шотландия (Scottish Albums Chart)        | 3                     |
| Испания (PROMUSICAE)                     | 1                     |
| Швеция (Sverigetopplistan)               | 10                    |
| Швейцария (Schweizer Hitparade)          | 1                     |
| Великобритания (UK Albums Chart)         | 2                     |
| США (Billboard 200)                      | 2                     |

| Чарт (2015)                        | Позиция |
| ---------------------------------- | ------- |
| Belgian Albums (Ultratop Flanders) | 46      |
| Belgian Albums (Ultratop Wallonia) | 51      |
| Canadian Albums (Billboard)        | 39      |
| Croatian Foreign Albums (HDU)      | 15      |
| Dutch Albums (MegaCharts)          | 43      |
| French Albums (SNEP)               | 67      |
| German Albums (Offizielle Top 100) | 65      |
| Hungarian Albums (MAHASZ)          | 28      |
| Italian Albums (FIMI)              | 22      |
| Japanese Albums (Oricon)           | 109     |
| Korean International Albums (Gaon) | 23      |
| Mexican Albums (AMPROFON)          | 69      |
| Spanish Albums (PROMUSICAE)        | 52      |
| Swiss Albums (Schweizer Hitparade) | 61      |
| UK Albums (OCC)                    | 78      |
| US Billboard 200                   | 151     |
| US Top Album Sales (Billboard)     | 78      |

## Сертификации
| Регион | Сертификация | Продажи |
| --- | ------------ | ------- |
| Австрия (IFPI Austria)                                                                                                   | Золотой      | 7500*   |
| Бразилия (ABPD) | Золотой      | 20 000* |
| Франция (SNEP) | Золотой      | 50 000* |
| Италия (FIMI) | Платиновый   | 50 000* |
| Мексика (AMPROFON) | Золотой      | 30 000^ |
| Польша (ZPAV) | Золотой      | 10 000  |
| Южная Корея | н/д          | 3,375   |
| Великобритания (BPI) | Серебряный   | 76,490  |
| США | н/д          | 238,000 |
| * Данные о продажах приведены только на основе сертификации. ^ Данные о тиражах приведены только на основе сертификации. |              |         |

## Даты релиза
| Регион                  | Дата          | Формат | Издание                                                      | Лейбл                          | Источники |
| ----------------------- | ------------- | ------ | ------------------------------------------------------------ | ------------------------------ | --------- |
| Австралия               | 6 марта 2015  | CD     | Deluxe                                                       | Universal Music                | [ 163 ]   |
| Германия                | 6 марта 2015  | CD     | Standard deluxe super deluxe Media Markt standard and deluxe | Universal Music                | [ 164 ]   |
| Франция                 | 9 марта 2015  | CD     | Standard deluxe super deluxe Fnac deluxe                     | Polydor                        | [ 165 ]   |
| Новая Зеландия          | 9 марта 2015  | CD     | Standard deluxe super deluxe                                 | Universal Music                | [ 166 ]   |
| Швеция                  | 9 марта 2015  | CD     | Standard deluxe super deluxe                                 | Universal Music                | [ 167 ]   |
| Соединённое Королевство | 9 марта 2015  | CD     | Standard deluxe super deluxe                                 | Polydor                        | [ 168 ]   |
| Канада                  | 10 марта 2015 | CD     | Standard deluxe                                              | Universal Music                | [ 169 ]   |
| США                     | 10 марта 2015 | CD     | Standard deluxe super deluxe LP                              | Boy Toy Live Nation Interscope | [ 170 ]   |
| Мировой                 | 10 марта 2015 | ЦД     | Standard deluxe                                              | Boy Toy Live Nation Interscope | [ 171 ]   |
| Япония                  | 11 марта 2015 | CD     | Deluxe                                                       | Universal Music                | [ 172 ]   |
| Япония                  | 18 марта 2015 | CD     | Super deluxe                                                 | Universal Music                | [ 173 ]   |
| Германия                | 27 марта 2015 | LP     | Deluxe                                                       | Universal Music                | [ 174 ]   |
| Швеция                  | 27 марта 2015 | LP     | Deluxe                                                       | Universal Music                | [ 175 ]   |
| Франция                 | 30 марта 2015 | LP     | Deluxe                                                       | Polydor                        | [ 176 ]   |
| Соединённое Королевство | 30 марта 2015 | LP     | Standard                                                     | Polydor                        | [ 177 ]   |